# Misumena indra
Misumena indra är en spindelart som beskrevs av Benoy Krishna Tikader 1963. Misumena indra ingår i släktet Misumena och familjen krabbspindlar. Inga underarter finns listade i Catalogue of Life.